# Wijnbouw in Duitsland

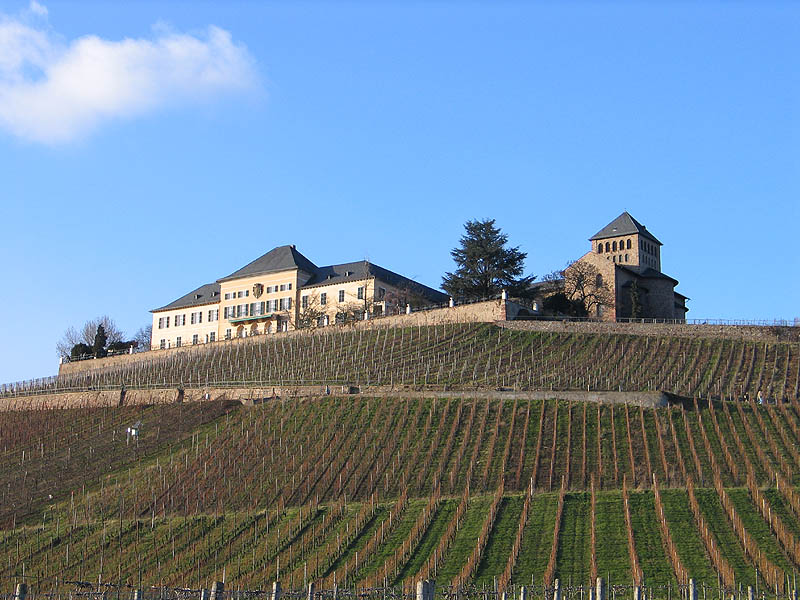
Schloss Johannisberg, Rheingau, de oorsprong van de Spätlese

De wijnbouw in Duitsland is, ondanks de noordelijke ligging van het land naar grootte de vierde van de wijnproducerende landen in Europa. Zowel in kwantiteit als kwaliteit heeft dit land een gedegen wijneconomie. Van de jaarproductie wordt gemiddeld 20% geëxporteerd.
Duitsland kent dertien kwaliteitswijnbouwgebieden. Op twee na in het voormalige Oost-Duitsland, zijn deze gesitueerd in het zuidwesten en westen. Zes ervan liggen in de deelstaat Rheinland-Pfalz. Naast de kwaliteitswijnbouwgebieden zijn er nog wijngaarden verspreid over andere delen van het land. Onder andere in het noorden van het land worden tafel- en landwijnen geproduceerd.
Jaarlijks wordt er een wijnkoningin gekozen om de consument over de wijn uit deze dertien wijnbouwgebieden te informeren.
Duitse wijnbouwers proberen een harmonie te vinden tussen zuur en zoet in hun wijnen. Door de tamelijk noordelijke ligging, rijpen de druiven traag en wordt er dikwijls laat geoogst.

## Geschiedenis

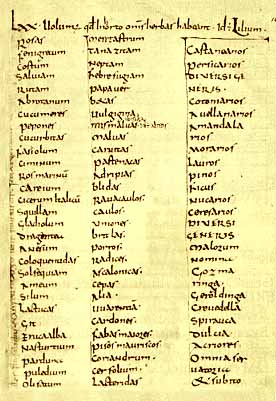
Manuscript uit de tijd van Karel de Grote

De wijnstokken in Duitsland zijn door de Romeinen naar het Moezelgebied en Rijndal gebracht om hun legers te voorzien van wijn.
Na de val van het Romeinse Rijk hielden voornamelijk kloosters zich bezig met de wijnbouw. 
Wijngaardnamen als Klostergarten, Jesuïtenhof, Kirchenstift enz., herinneren daar nog steeds aan.
In de middeleeuwen groeide het areaal met druivenstokken tot meer dan 300.000 ha. Dat is drie keer zoveel als wat er begin 21e eeuw staat. Het middeleeuws klimaatoptimum heeft daar zeker aan bijgedragen. In deze tijd was Duitsland het tweede wijnland, na Frankrijk. Men produceerde niet uitsluitend witte wijnen. Uit citaten van Shakespeare blijkt dat Duitse wijn hoofdzakelijk rood was, van de pinot noir.
Omdat er gezien de geringe plaatselijke consumptie een overvloed aan wijn was, is men deze gaan exporteren naar landen als Nederland, Engeland en Scandinavië. Later ook naar andere Europese landen. De wijngaarden lagen grotendeels langs rivieren, wat het vervoer vergemakkelijkte. De Elzas hoorde indertijd bij Duitsland, en vele Engelse en Hollandse handelaren vonden de wijnen van die kant van de Rijn de beste.
Vanaf de 16e eeuw ging het bergafwaarts met de Duitse wijnbouw. De Kleine IJstijd, de Duitse Boerenoorlog en de Dertigjarige Oorlog waren hier debet aan.
Op 30 oktober 1787 vaardigde de Aartsbisschop en vorst van Trier, Clemens Wenceslaus van Saksen, een verordening uit waarin stond dat alle inferieure druivenrassen moesten worden gerooid. Uitsluitend kwaliteitsrassen, zoals de Riesling, mochten nog aangeplant worden.
De bierproductie werd na 1900 enorm populair en bracht meer geld op en menig wijnbouwer schakelde over op dat product. De herstelschulden, die Duitsland volgens het Verdrag van Versailles moest betalen na de Eerste Wereldoorlog, veroorzaakten een nieuw dieptepunt in de agrarische industrie van Duitsland. Het waren de goedkopere mengwijnen met merknamen als Liebfraumilch, die net de kop boven water konden houden.
Vanaf midden jaren 70 zijn steeds meer individuele wijnmakers (Duits: Winzer) zich gaan bezighouden met het uitwissen van het goedkope imago die de Duitse wijnen in het buitenland had gekregen. Door vereniging in gilden kunnen zij zich beter verweren tegen de massawijnen.

## Ligging en productie

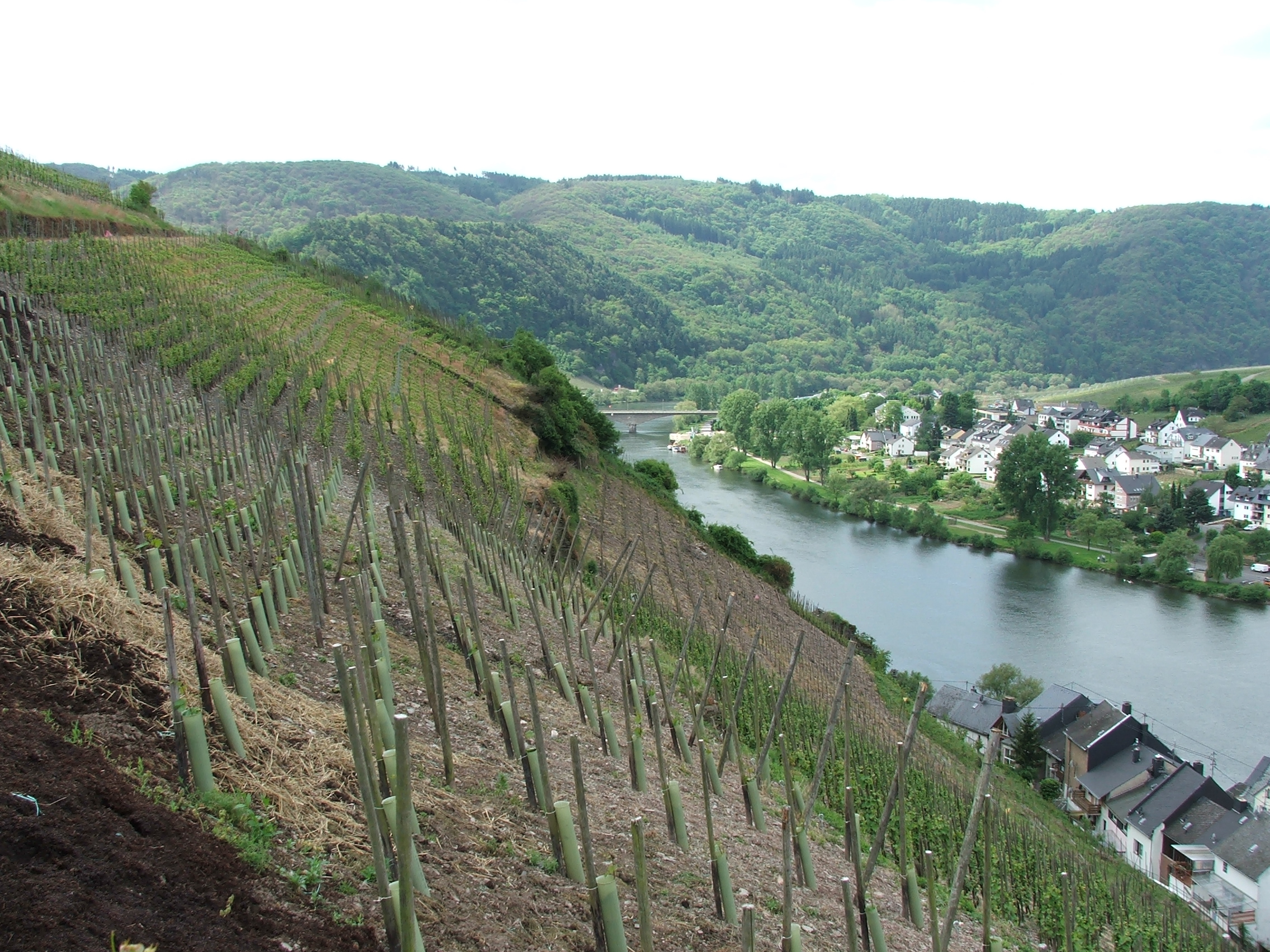
Steile wijnberg nabij Zell aan de Moezel

Duitsland is een van de noordelijkst gelegen wijnbouwlanden, tot 51° NB. De wijngaarden bevinden zich in het zuidelijk deel van het land, vaak aangelegd op steile berghellingen langs de rivieren. In de Moezelstreek soms met een hellingsgraad van 70°.
Het totale oppervlakte aan wijngaarden was 102.196 hectare in 2012 met een jaarproductie van ongeveer 9,3 miljoen hectoliter wijn. Daarmee ligt het gemiddelde rendement hoog. In bepaalde gebieden tot meer dan 100 hectoliter per hectare. Witte druivenrassen vertegenwoordigden 64,1% en de blauwe druivenrassen 35,9%.
De productie bestaat uit 1,9% tafelwijn, 54% Q.b.A. (Qualitätswein bestimmter Anbaugebiete) en 44,1% Prädikatswein.

## Wijnwetgeving en verdeling wijnregio's
In juni 1971 is er wijnwetgeving ingevoerd waarmee  een classificatie-systeem is opgezet. Hierin zijn eerst elf wijnbouwgebieden vastgelegd en na de hereniging nog twee uit het oosten van het land zodat het er sindsdien dertien wijnbouwgebieden zijn. De zogenaamde “Qualitätswein bestimmte Anbaugebiete”.
Elk gebied is verdeeld in districten die hier ”Bereiche” heten. Een Bereich vertegenwoordigt vervolgens groepen wijngaarden die men “Grosslagen” noemt. De meest nauwkeurige herkomstbenaming is “Einzellage”. Een Einzellage is een wijngaard. Door Duitse wijnboeren "Weinberg" genoemd. Meestal is zo'n wijngaard verdeeld tussen meerdere individuele wijnbedrijven. Meerdere wijnbedrijven kunnen zo dezelfde wijngaardnaam op hun etiket vermeld hebben. Kwaliteit- en smaakverschillen zullen zo in één enkele Einzellage aanwezig zijn.
De wetgeving stelt voorwaarden aan onder andere opbrengsten per hectare, druivenrassen per regio, Oechsle gewichten, oogstdata, chaptalisatie en alcoholpercentages.

## Wijnsoorten en -smaken

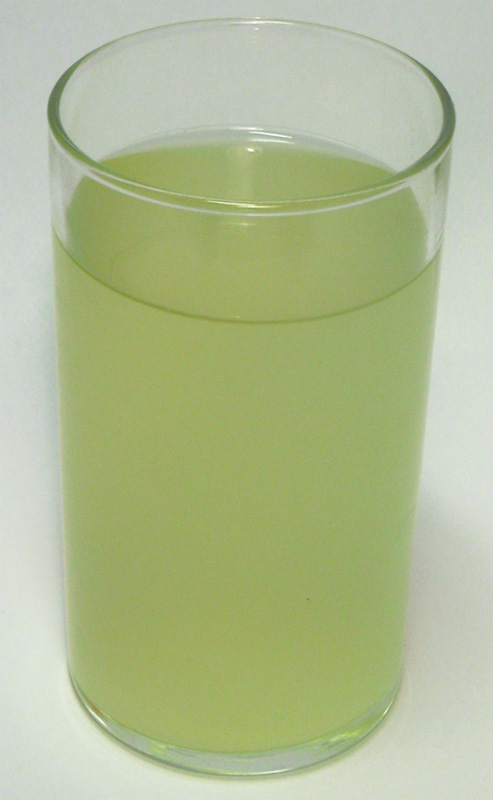
Federweißer

- Rotwein: Rode wijn uit blauwe wijndruiven. De gekneusde druiven vergisten samen met schillen, pitten en steeltjes tot het eindproduct.
- Rotling: Wordt uit witte en blauwe druiven gemaakt. Beide kleuren druiven vergisten ook hier samen, net als de rode wijn, tot het eindproduct. Wordt daarom lichter van kleur.
- Schillerwein: Is een roséwijn van witte en blauwe druiven. Het wordt ongeveer net zo gemaakt als Rotling. Echter de vaste bestanddelen worden binnen 24 uur van de most gescheiden.
- Weissherbst: Roséwijn van blauwe druiven. Omdat de schillen van de blauwe druiven maar kort met de most in aanraking zijn geweest, wordt er maar weinig kleurstof aan de toekomstige wijn afgeven.
- Weißwein: Witte wijn van blauwe maar meestal van witte druiven. Alleen het sap van de druiven vergist tot wijn.
- Federweißer: Dit is vers geperst druivensap dat begint te gisten. Het gaat hier dus om prille most. Vaak tijdens het oogstseizoen door plukkers gedronken.
- Sekt en Sekt bA: Mousserende wijn volgens de transvasiermethode of méthode traditionnelle.

Er is ook Perlwein: witte of rode parelende(mousserende) wijn. Gemaakt volgens de Méthode Charmat.

Ook kent men Schaumwein volgens de méthode gazéifiée. Stille wijn waar koolzuur aan toegevoegd is.
De tijd dat er voornamelijk zoete wijnen uit Duitsland kwamen is verleden tijd. In 2008 is 36% zoet, 23% halfdroog en 41% droge wijn.

Een Spätlese of Auslese bijvoorbeeld kan wel degelijk een droge wijn opleveren. Al is het Oechsle-gehalte hoog -met veel suiker in de druif- maar nagenoeg alle suiker is vergist, dan is er een droge wijn met hoger alcoholgehalte verkregen.
Hoe droog of zoet een wijn is, is in het laboratorium en bij wet vastgelegd. Sommige wijnhuizen drukken de restzoet- en zuurgehaltes op hun prijslijsten af.
Rz = Restzoet. De hoeveelheid suiker die in een liter wijn aanwezig is. 

Droge wijnen komen op de markt als Trocken. Rz tot 9gr/l 

Halfdroge wijnen: Halb-Trocken, Feinherb of Fruchtig genoemd. Rz 18 g/l 

Zoete wijnen hebben afhankelijk van het karakter de termen Lieblich of süss. Rz tot 45 g/l 

Met Edelsüss aangeduide wijnen vanaf 45 g/l 

Doorgaans wordt alleen op een etiket vermeld wanneer een wijn Trocken dan wel Halbtrocken is. Nieuwe termen zijn “Classic” en “Selection”. Zie Etiket informatie.

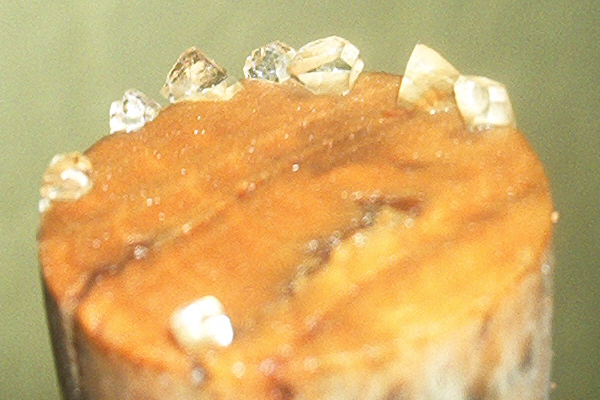
Wijnsteenkristallen onder een kurk

Vooral bij flessen Duitse wijn, komt het weleens voor dat aan de onderzijde van het kurk wijnsteenkristallen hangen. Wijnsteenzuur, gevormd tijdens de groei van de druif, verbindt zich scheikundig met kalium, dat uit de bodem wordt getrokken. Door afkoelen van de wijn, vormen zich de kristallen in de fles. Ze zijn smaak- en geurloos, maar zien er onsmakelijk uit. Soms blijven ze kleven aan de kurk.

## Classificatie van de wijnen
Klasse 1 (tafelwijnen)
- Deutscher Tafelwein
Deze tafelwijn mag alleen gemaakt worden van druiven uit Duitse wijnbouwgebieden. Het zijn eenvoudige wijnen. Vaak worden hiervoor druiven gebruikt van wijngaarden die de maximale opbrengst voor Klasse 2 wijnen hebben overschreden.
De tafelwijnen zijn vaak droog van smaak en hebben een minimum alcoholgehalte van 8,5%.
- Deutscher Landwein
De Duitse landwijn is kwalitatief een betere tafelwein. Echter, het herkomstgebied moet op het etiket aangeven zijn. Deze wijnen zijn droog of halfdroog en hebben een minimum alcoholgehalte van 9%.

Klasse 2 (kwaliteitswijnen)
- Qualitätswein bestimmter Anbaugebiete (QbA)

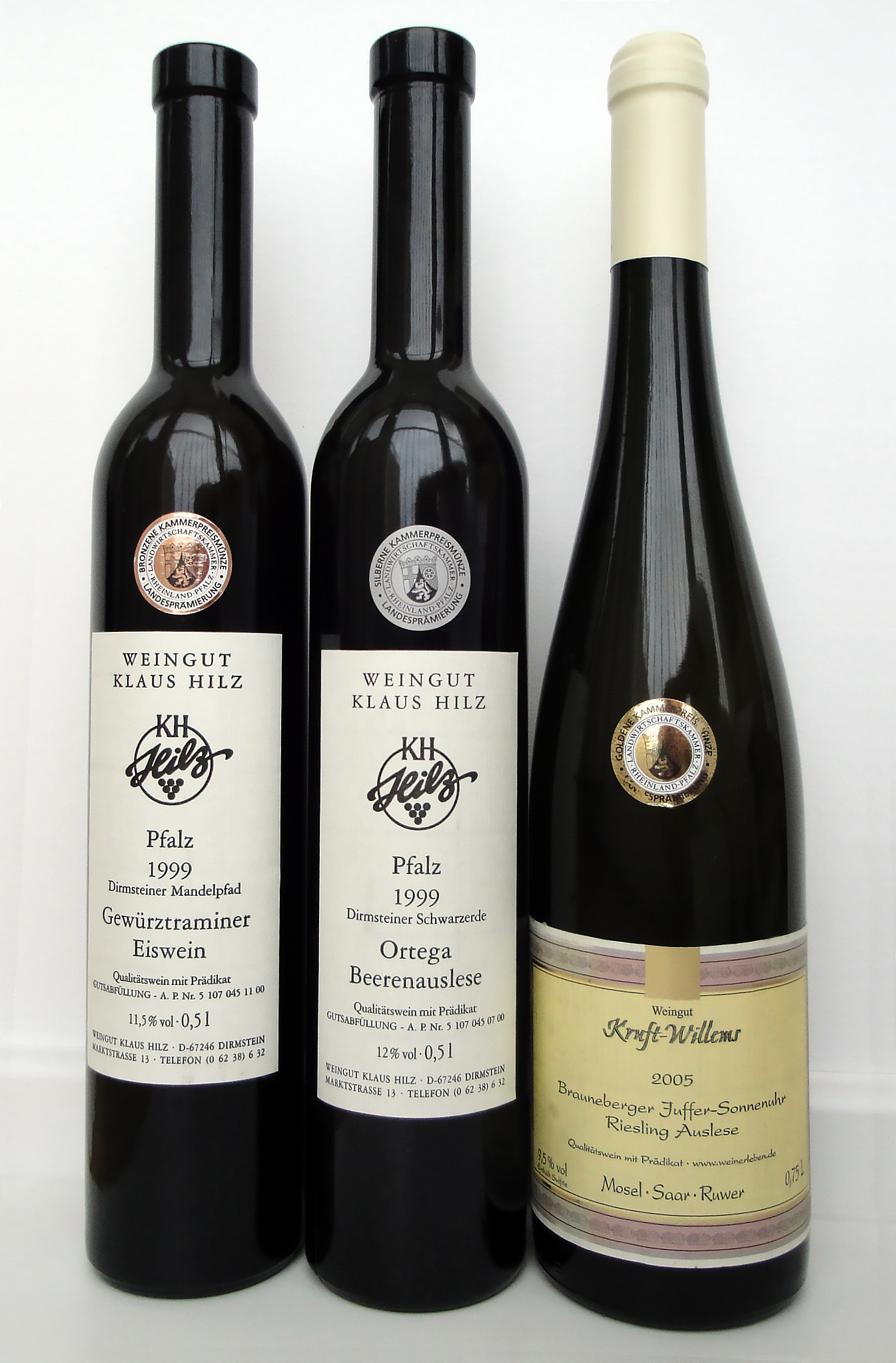
Eiswein, Beerenauslese en Auslese

 De druiven voor deze wijn moeten uit een van de dertien aangeduide kwaliteitswijnbouwgebieden komen. Afhankelijk uit welk van die gebieden de wijn komt wordt de druivensoort en het minimale mostgewicht van 51° tot 72° Oechsle voorgeschreven. Hoewel wettelijk begrensd is chaptaliseren toegestaan.

- Prädikatswein
De herkomstgebieden van deze wijnen worden nauwkeuriger omschreven dan bovengenoemde QbA wijnen. Ook in deze klasse moeten de wijnen van bepaalde druivensoorten gemaakt zijn en een minimaal mostgewicht hebben. Chaptaliseren is verboden. Bij wet wordt de eerste oogstdatum jaarlijks bepaald. Aan wijnen uit deze categorie worden nog meer hoge eisen gesteld. Type, rijpheid, harmonie en elegantie van de wijnen spelen een belangrijke rol.
  - Kabinett: De druiven voor deze klasse worden als eerste van de prädikat-wijnen geoogst. Het minimale mostgewicht is 73° Oechsle.
  - Spätlese: Betekent "laat-geplukt". De druiven voor deze wijn hebben langer dan de Kabinett-druiven kunnen rijpen. Het minimale mostgewicht dient 85° Oechsle te zijn.
  - Auslese: Betekent "uit-gezocht".  Uit de druiventrossen worden handmatig de onrijpe druiven verwijderd. De gemiddelde rijpheid van de trossen ligt hierom hoger dan bij Spätlese. Hierdoor kan er een hoger Oechslegehalte van 95° aangehouden worden.
  - Beerenauslese: Betekent "bessen-uitgezocht". De meest (over)rijpe druiven worden stuk voor stuk uit de druiventrossen geselecteerd. De schillen van deze druiven kunnen zelfs al een beetje een Edele rotting ondergaan. Het Oechslegehalte komt dan boven de 125°.
  - Trockenbeerenauslese: Dit wijntype wordt onregelmatig eens in de vier à tien jaar geoogst. Het tijdstip van oogsten is vaak nog later dan bij Beerenauslese. Vrijwel alle druiven zijn dan door toedoen van de Edele rotting, de z.g. edelfäule, aangetast. De druiven zien eruit als verschimmelde rozijnen maar zijn gevuld met zeer geconcentreerd sap. "Trocken" slaat dus op de ingedroogde druiven. Het Oechslegehalte van de most komt daarmee boven de 150°. Vanwege de zeldzaamheid, hoeveelheid arbeid en hoge risico's voor de wijnboer is het een zeer kostbare wijn.
  - Eiswein: De druiven voor deze wijn worden op ongeveer dezelfde wijze geoogst en geperst als de druiven voor de Beerenaulese. Echter, bij een temperatuur onder de -7° Celsius. Omdat het water in de druif bevroren is wordt alleen het sapconcentraat, druivensuiker en smaakstoffen voor de wijn gebruikt. Het Oechslegehalte zal ook bij deze wijn boven de 125° liggen.

Bovengenoemde classificatie is vooral een type-aanduiding. Wijnen die aan minimale "wijnbouw technische" eisen moeten voldoen. Het zegt niets over de kwaliteit – in de zin van smaakwaardering – van een wijn. Zo is het mogelijk dat er hoogwaardige Kabinett-wijnen bestaan tegenover matige Beerenauslese-wijnen.

## Etiketinformatie

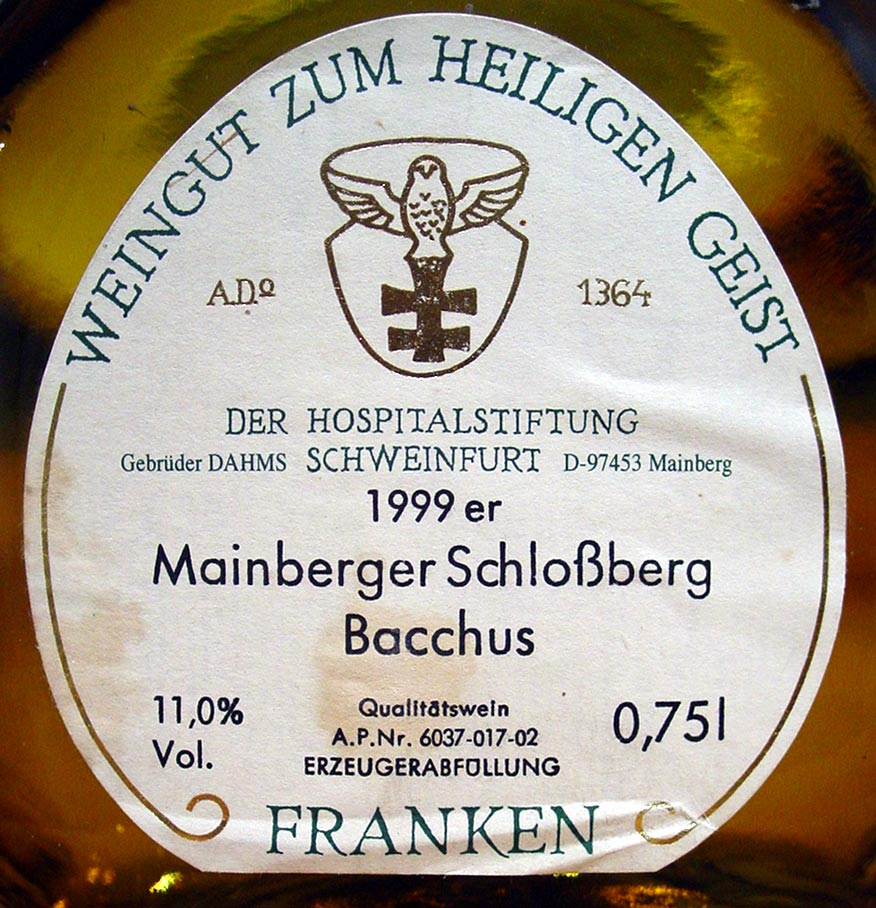
Een etiket

Voor veel wijnleken is het lezen van een vol geschreven Duits wijnetiket niet gemakkelijk. Het staat vol met de door de Duitse wetgever verplicht gestelde informatie. Om duidelijkheid te verschaffen is men gaan vereenvoudigen.
De voor de consument relevante informatie is voornamelijk welke smaak men kan verwachten. Warenhuizen gebruiken steeds vaker kleurencodes om de zoetheid en karakter van een wijn aan te duiden.
De wetgever heeft twee nieuwe begrippen smaak/kwaliteitsprofiel geïntroduceerd.
- “Classic” is een nieuwe aanduiding voor een redelijk goede min of meer drogere kwaliteitswijn, waarin het restzoet en zuurgraad een zekere balans hebben. Het smaaktype is daarmee bekend en wijngaardnamen hoeven niet meer op het etiket vermeld te worden. Afhankelijk van de regio wordt er een bepaald druivensoort, die typisch voor een bepaalde streek is, voorgeschreven en op het etiket vermeld.
- “Selection” is ook een droge wijn maar vertegenwoordigt een hogere klasse. De eisen zijn strenger. Zoals opbrengst per ha, rijpheid van de druiven, alcoholgehalte e.d. De wijngaard wordt hier op het etiket vermeld.

Een klassiek Duits wijnetiket kan als volgt worden verklaard:
- 2002: oogstjaar
- Riesling: druivenras
- Spätlese: kwaliteitsniveau
- Oppenheimer: naam van het Bereich
- Herrenberg: naam van de Großlage
- Rheinhessen: wijnstreek in Duitsland (Anbaugebiet)
- Weingut: adres van de producent
- Amtliche Prüfungsnummer (AP-nummer)
- Alcoholgehalte en inhoud

Met het AP-nummer kan de exacte herkomst van een wijn achterhaald worden aan de hand van gedetailleerde stafkaarten. 
Alle QbA en QbA mit Prädikat-wijnen hebben dit Amtliche Prüfungsnummer. Van elke partij wijn worden 2 flessen bewaard in een controlelaboratorium. Als er zich later problemen voordoen met de inhoud van de partij, kan een proef uitsluitsel geven.
Het nummer geeft de volgende informatie:
Bijvoorbeeld: 4 387 4340 13 03
- 4 = volgnummer van het onderzoeksstation, waar de wijn is gecontroleerd
- 387 = plaats waar het wijngoed is gevestigd
- 4340 = volgnummer dat aan het wijngoed is toegekend
- 13 = de partij wijn die ter controle werd voorgelegd
- 03 = jaar waarin de wijn is gecontroleerd

De kwaliteitscontrole die de partij wijn moet ondergaan bestaat uit drie fasen:
- Test van de rijpheid van de druiven bij de oogst
- Chemische analyse na de gistingsfase
- Een smaakproef en blinde proeverij.

Vervallen en onofficiële termen
Op Duitse wijnetiketten kan men nog meer vermeldingen aantreffen. Sommige zijn met de nieuwe wijnwetgeving vervallen, andere zijn onofficieel.
Naturrein - Voor wijnen van een zekere klasse zonder enige toevoeging. Een soort voorloper van Q.b.A.-wijnen.
Feinste of Feine - Goede kwaliteit
Hochfeine - Heel goede kwaliteit
Steillage - Een steile ligging van een wijngaard waarmee men op een grote kwaliteitsklasse wil duiden.
Fuder-nummer - Is een classificatie van de wijnmaker zelf. Hiermee duidt hij met speciale zorg geoogste en opgevoede wijn.
Een X-aantal sterren ** - Is net zoiets als Fuder-nummer.
Men kent ook de termen Grosses Gewächs en Erste Lage voor de betere wijnen van de VDP. Deze komen voort uit bijzondere goede oogsten Hochgewächs en Erstes Gewächs.

## Duitse kwaliteitswijn
Duitse kwaliteitswijnbedrijven zijn hun imago — alleen maar goedkope zoete wijnen te exporteren — sinds de jaren ’70 van de vorige eeuw beginnen uit te wissen. 
Steeds meer individuele wijnmakers zijn hun wijnen op een hoger plan gaan brengen.
Mede door zich te verenigen in gilden van kwaliteitswijnmakers kan men zich beter presenteren. Ook over de grenzen.
Enkele kwaliteitswijnverenigingen zijn:

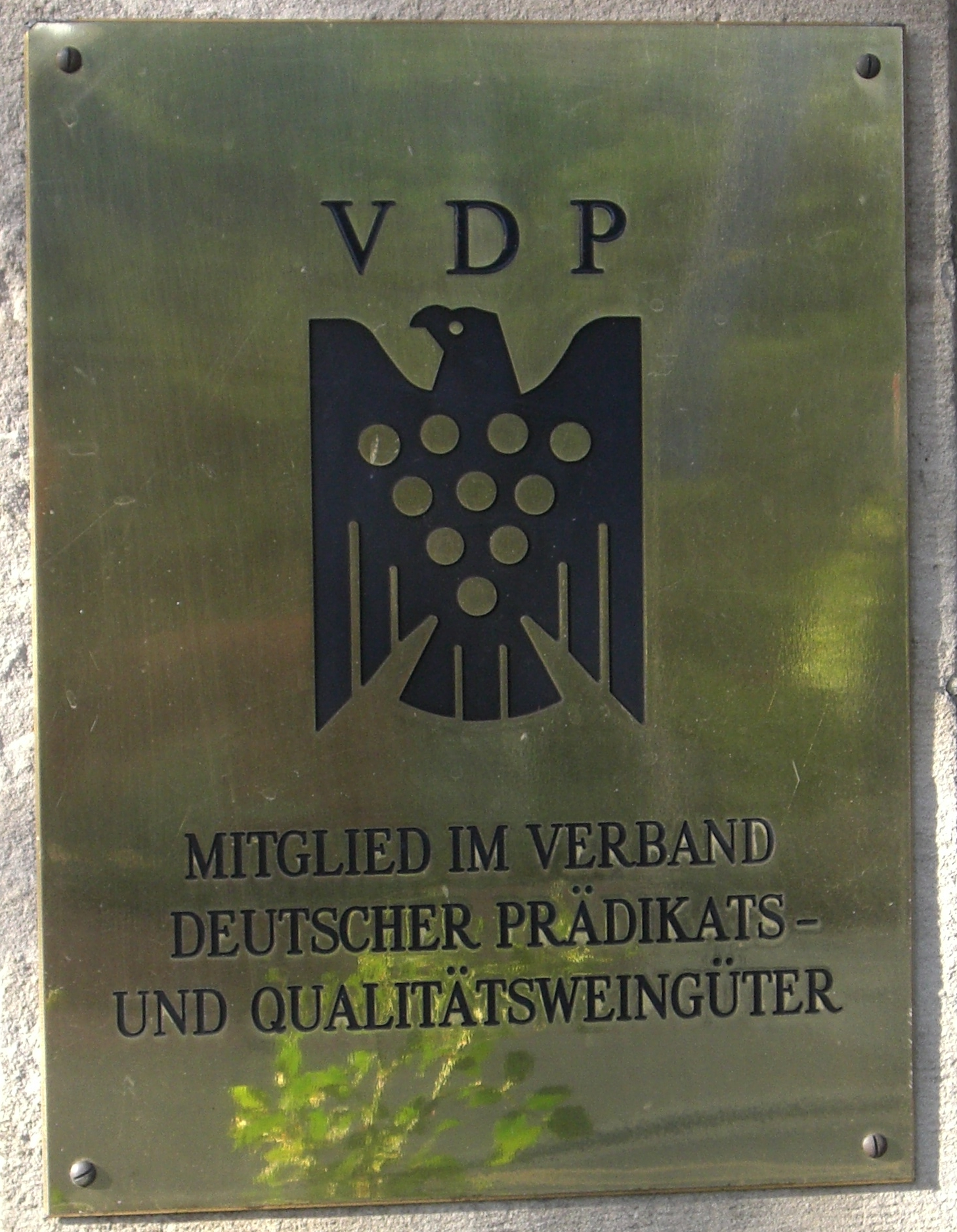
Het Verband Deutscher Prädikats- und Qualitätsweingüter. Afgekort: VDP. Deze landelijke vereniging is in 1910 opgericht uit diverse lokale Duitse wijnboer- en handelsverenigingen.
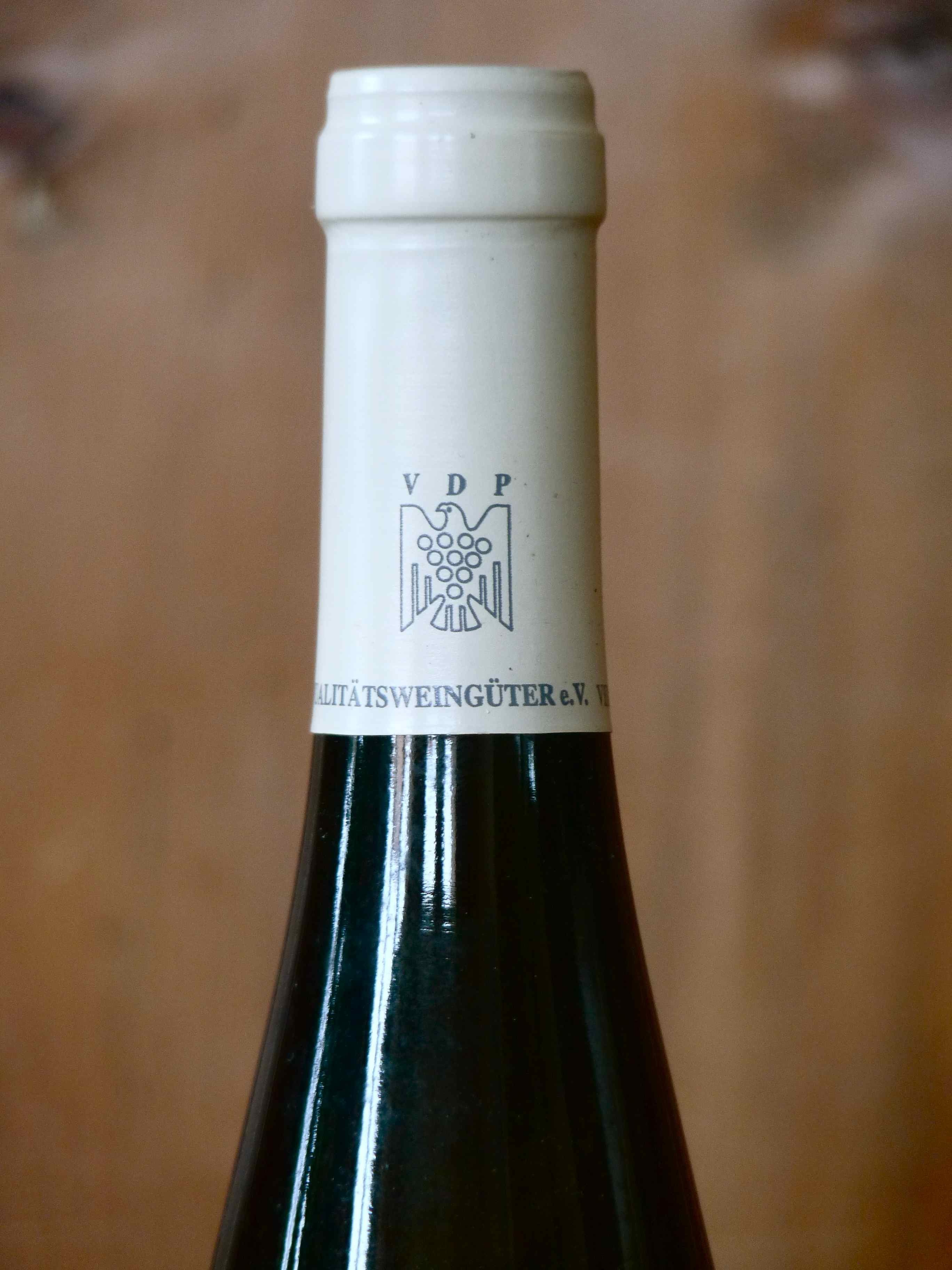
Het VDP-logo op een capsule
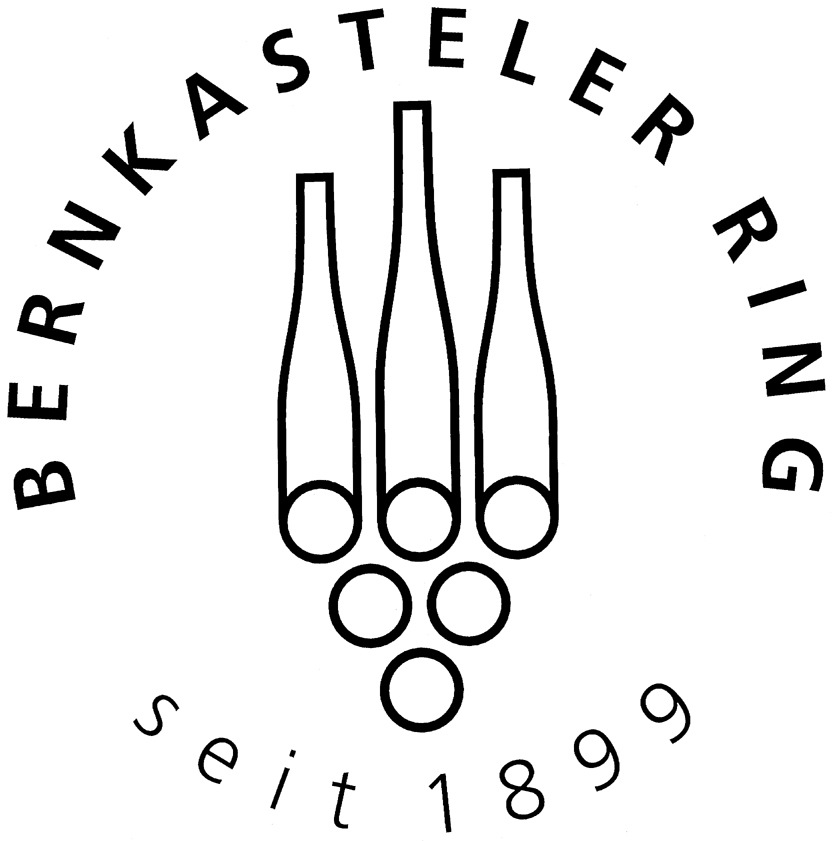
De Bernkasteler Ring richt zich voornamelijk op de Rieslingdruif in de Moezelstreek. Deze vereniging is in 1899 opgericht.
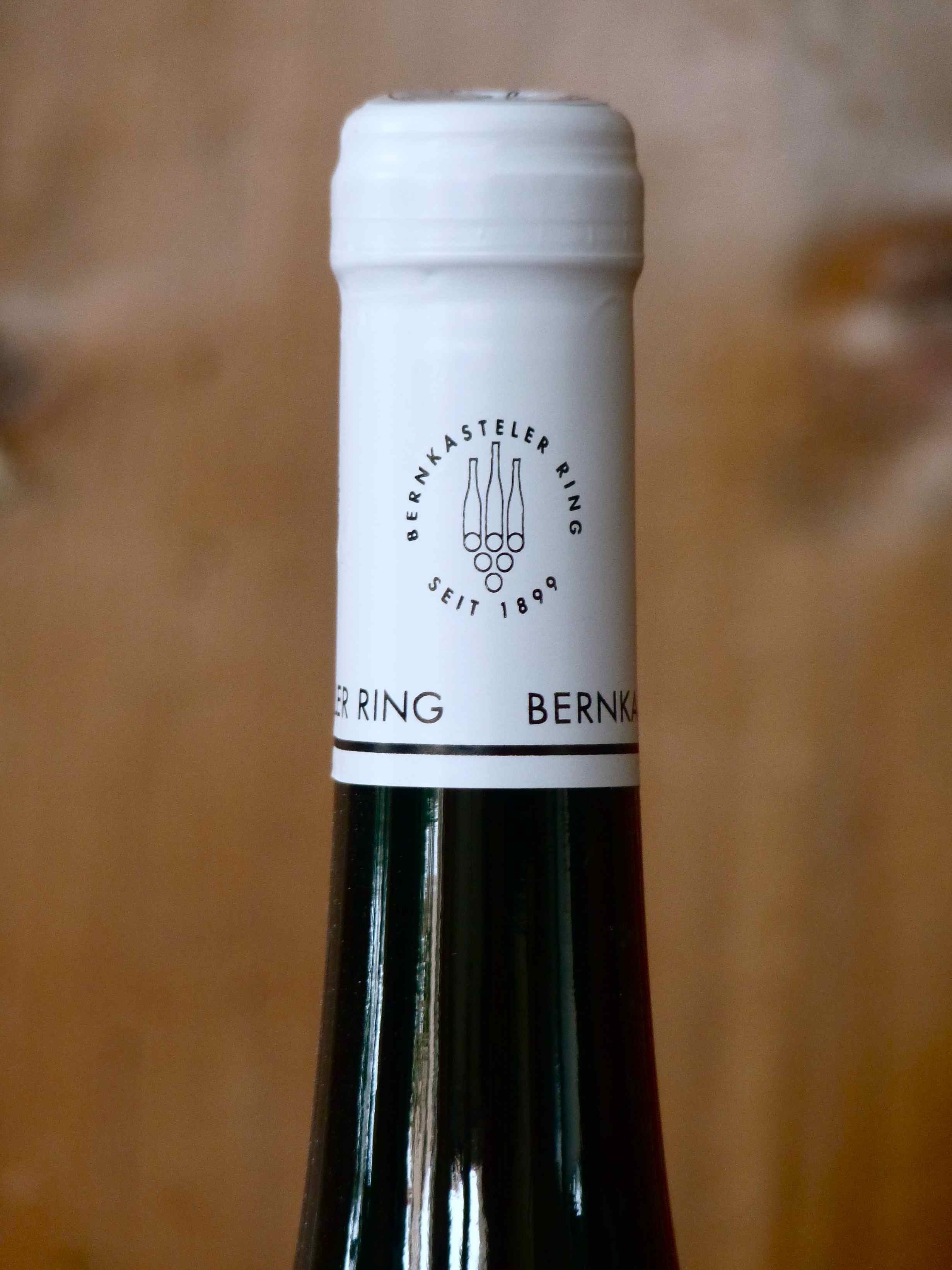
Het logo van de Bernkastler Ring op een capsule

De kwaliteitspiramide van VDP ziet er sinds 2012 als volgt uit:
- Grosse Lage: wijngaard van de allerhoogste kwaliteit waarvan de kenmerken (o.a. terroir) en/of specifieke eisen (o.a. opbrengst max. 50 hl/ha) zijn vastgelegd. De beste wijnen van een Grosse Lage worden Grosse Gewächse genoemd en zijn per definitie droge wijnen. Voor de zoetere wijnen geldt de bovenstaande classificering van kabinett tot en met trockenbeerenauslese.
- Erste Lage: goede wijngaarden waarvan de naam op het etiket vermeld wordt.  De eisen die aan deze wijngaarden worden gesteld zijn minder streng dan die van een Grosse Lage.
- Ortswein: wijn met alleen de vermelding van de gemeente, zonder vermelding van wijngaardnamen.
- Gutswein: wijn van basiskwaliteit zonder vermelding van wijngaard of gemeente, maar alleen de naam van de producent.

De classificatie van VDP heeft alleen een privaatrechtelijke status en kan zodoende alleen door de bijna 200 leden van de VDP gebruikt worden.

## De druiven

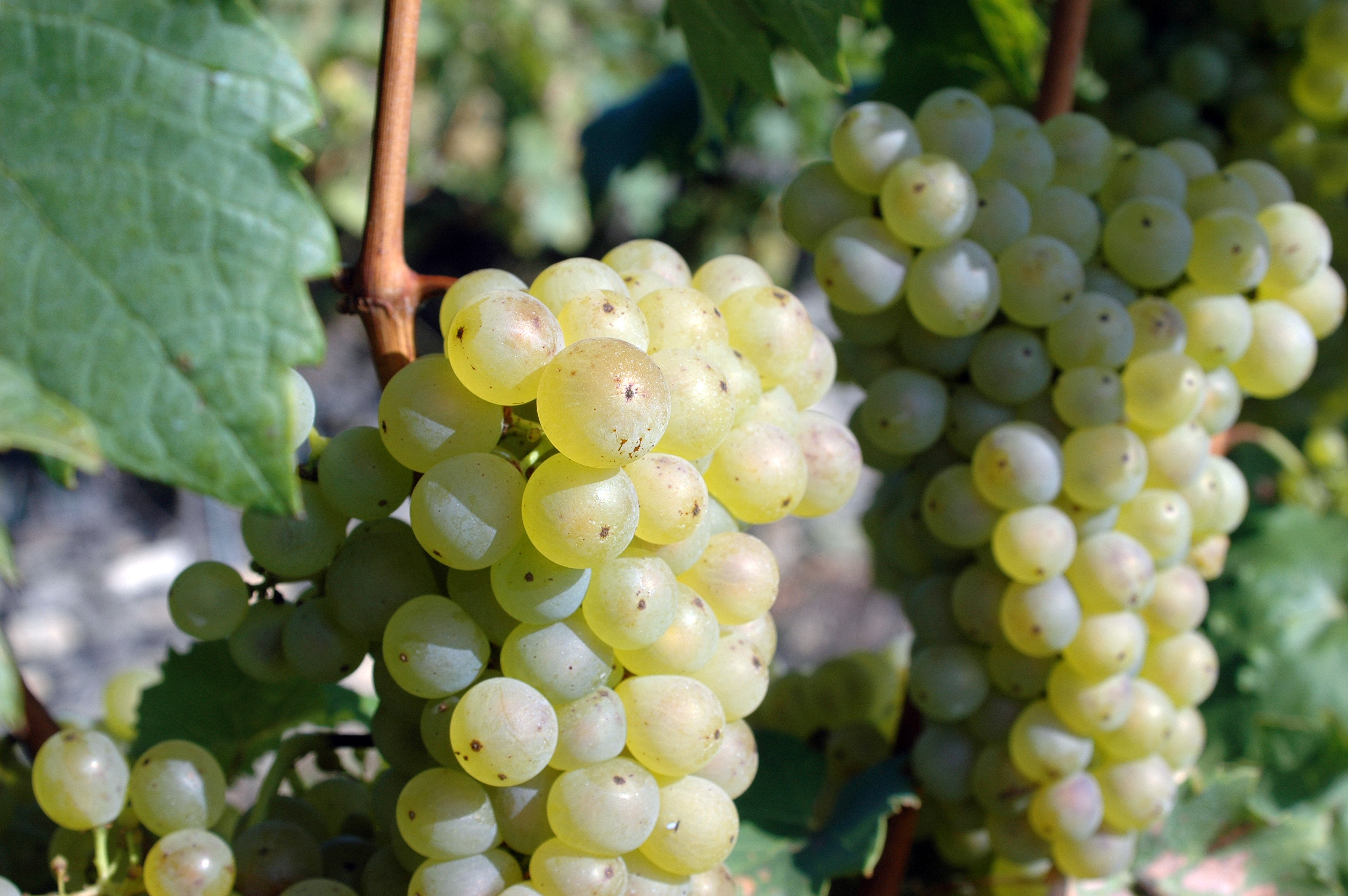
Rieslingdruiven

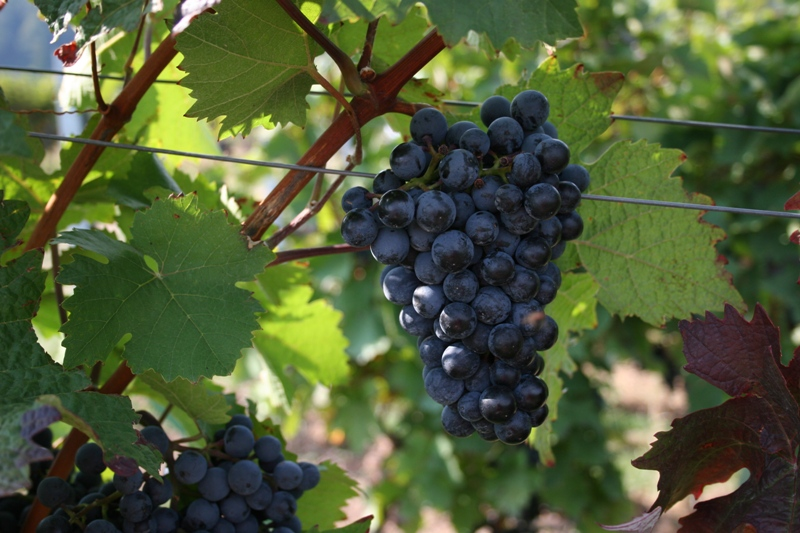
De Dornfelder, hier in de Südliche Weinstraße, geeft donkere, vrucht-betoonde wijnen.

De economisch belangrijkste druivenrassen die worden aangeplant met bijbehorende percentage van het beplante oppervlak per 2012.
Witte druiven,
- Riesling (21,9%) - Edele aromatische druif. Ook wel de Koningin onder de druiven genoemd.
- Müller-Thurgau ook wel Rivaner genoemd - (13,4%): Geeft fruitige en frisse wijnen die jong gedronken moeten worden.
- Silvaner (5,1%) - Vooral in Franken veel aangeplant.
- Grauburgunder, Grauer Burgunder of pinot gris (4,6%) - Vroeger vaak Ruländer genoemd.
- Weissburgunder of Weisser Burgunder is dezelfde druif als Pinot blanc (4%).
- Kerner (3,4%) - Een stevige, weerbestendige druif met muskaataroma.
- Bacchus (2%)
- Scheurebe (1,6%) - Heeft de smaak van zwarte bessen en aciditeit.
- Chardonnay (1,1%).
- Gewürztraminer (0,8%)
- Morio-Muscat (0,5%).
- En verder nog kleine oppervlakten met Bacchus, Weisser Gutedel, Chasselas, Huxelrebe, Ortega, Faberrebe, Elbling, Sauvignon blanc, Auxerrois blanc, Gele Muscatel, Reichensteiner, Siegerrebe en Ehrenfelser.

Blauwe druiven,
- Spätburgunder is dezelfde druif als Pinot noir (11,1%). In Baden komt deze druif het meest voor.
- Dornfelder (7,8%) - Geeft donkere, vrucht-betoonde wijnen.
- Blauer Portugieser  (4%)
- Trollinger (2,4%) - Zeer laat rijp. Hartige wijnen.
- En verder nog kleine oppervlakten met Schwarzriesling, Regent, Lemberger, St.Laurent, Acolon, Merlot, Domina, Dunkelfelder, Cabernet Mitos, Cabernet Sauvignon, Frühburgunder, Cabernet Dorsa en Heroldrebe.